# Juan Manuel Moreno Bonilla

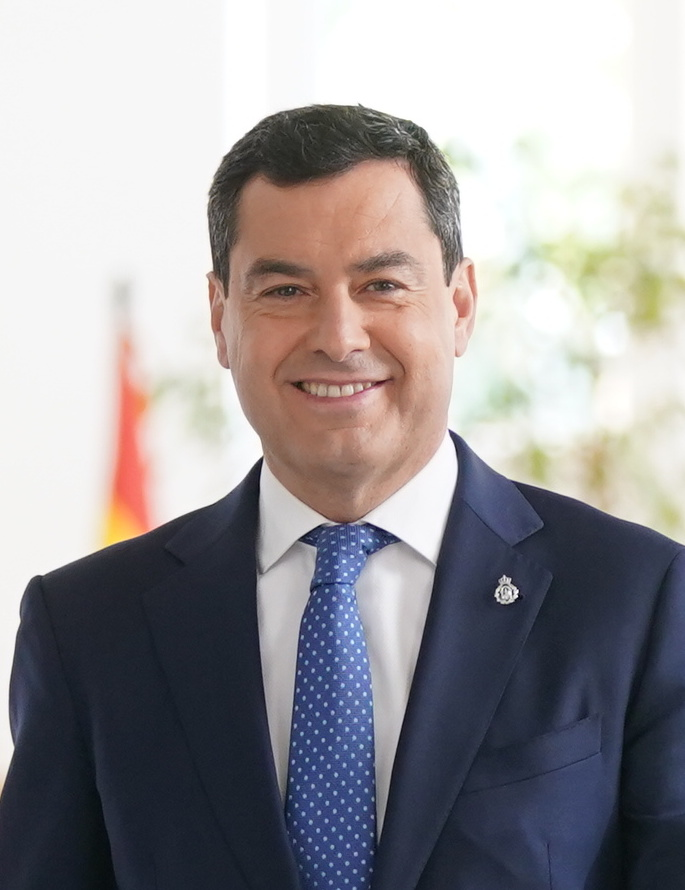
Juan Manuel Moreno (2022)

Juan Manuel Moreno Bonilla (* 1. Mai 1970 in Barcelona), kurz auch Juanma Moreno, ist ein spanischer Politiker der konservativen PP. Er ist seit dem 18. Januar 2019 Ministerpräsident der Region Andalusien.

## Biographie
Moreno ist der Sohn andalusischer Eltern, die zum Zeitpunkt seiner Geburt in Barcelona lebten. Bereits drei Monate nach seiner Geburt kehrte die Familie nach Málaga zurück, wo Moreno aufwuchs.
1989 trat Moreno in die PP ein. Von 1995 bis 1997 gehörte er dem Stadtrat von Málaga an. In diesem Zeitraum war er auch Regionalvorsitzender der PP-Nachwuchsorganisation Nuevas Generaciones.
1997 wurde er in das Regionalparlament von Andalusien gewählt, dem er bis 2000 angehörte. Von 1997 bis 2001 war er außerdem Vorsitzender der Nuevas Generaciones auf gesamtspanischer Ebene.
Von 2000 bis 2011 war Moreno Mitglied des spanischen Abgeordnetenhauses. Sein Abgeordnetenmandat legte er nieder, als er 2011 als Staatssekretär ins spanische Gesundheits- und Sozialministerium wechselte. Dieses Amt übte er aus, bis er 2014 als Regionalvorsitzender der PP in die andalusische Regionalpolitik zurückkehrte.
Von 2014 bis 2017 saß Moreno für Andalusien im spanischen Senat. Seit 2015 gehört er erneut dem Regionalparlament von Andalusien an.
Nach der Wahl 2018 wurde Moreno am 16. Januar 2019 mit den Stimmen von PP, Ciudadanos und VOX zum Ministerpräsidenten der Region gewählt. Er steht einer Koalitionsregierung aus PP und Ciudadanos vor.
Seit Februar 2025 ist er Erster Vizepräsident im Europäischen Ausschuss der Regionen. 
Moreno verfügt über einen Master in Eventmanagement.

## Privates
Moreno ist verheiratet und Vater von drei Kindern.